# In Dulci Jubilo / On Horseback
In Dulci Jubilo (lateinisch für „in süßer Freude“) / On Horseback (englisch für „auf dem Pferderücken“, bzw. „zu Pferde“) ist eine Doppel-A-Seiten-Single des britischen Multiinstrumentalisten Mike Oldfield, die im November 1975 veröffentlicht wurde. Sie enthält eine Instrumentalversion des deutschen Weihnachtslieds In dulci jubilo, sowie das Lied On Horseback, den letzten und bis dato unbetitelten Abschnitt von Ommadawn (Part Two) aus Oldfields dritten Studioalbum Ommadawn, das nur einen Monat zuvor veröffentlicht wurde.

## Enthaltene Lieder

### In Dulci Jubilo
Bei In Dulci Jubilo handelt es eine von Mike Oldfield neu arrangierte Instrumentalversion des gleichnamigen deutschen Weihnachtsliedes, das in Großbritannien vor allem unter dem Titel Good Christian Men Rejoice bekannt ist. Oldfield hatte im November 1974 in Zusammenarbeit mit Les Penning eine frühere Version des Titels aufgenommen, die jedoch nur als B-Seite seiner zweiten Single Don Alfonso, die es nicht in die Charts schaffte, erschienen war. Oldfield war der Meinung, dass eine bessere Version möglich sei und nahm diese im Oktober 1975 neu auf, behielt jedoch einige der Tonspuren der ersten Version bei. Auf der neuen Version spielt Oldfield neben akustischer und elektrischer Gitarre auch Tasteninstrumente wie ein Klavier und einen Solina-String-Synthesizer. Unterstützt wird er dabei erneut von Les Penning an Blockflöte und Kortholt, sowie von William Murray, der die kleine Trommel spielt.
Auf den meisten Singlepressungen der 1970er und 1980er Jahre wird In Dulci Jubilo dem britischen Komponisten Robert Lucas Pearsall zugeschrieben, während auf der italienischen Pressung der Single aus dem Jahr 1975 Johann Sebastian Bach als Komponist angegeben ist. Obwohl Bach und Pearsall beide eigene Arrangements des Titels schrieben, ist die Melodie älter als die beiden Komponisten.
Oldfields Version wird bis heute zur Weihnachtszeit in ganz Europa im Radio gespielt.

### On Horseback
On Horseback war zunächst als unbetiteltes Lied am Ende von Ommadawn (Part Two) auf Oldfields drittem Studioalbum Ommadawn zu hören, das nur einen Monat zuvor im Oktober 1975 veröffentlicht wurde. In den Liner Notes des Albums wird es lediglich als „the horse song on side two“ („das Pferdelied auf Seite zwei“) bezeichnet. Virgin Records erkannte in dem Lied jedoch Potenzial als Weihnachtshit und es wurde bereits im britischen Hörfunk gespielt, bevor es als Single veröffentlicht wurde, was das Label dazu veranlasste, die Single als Doppel-A-Seite In Dulci Jubilo / On Horseback zu veröffentlichen.
On Horseback wird hauptsächlich von Oldfield gesungen, im Refrain wird er von William Murray, dem Koautoren des Liedes, sowie einem Kinderchor, der als The Penrhos Kids aufgeführt wird, begleitet.
Das Stück wurde auch als Titelmelodie der BBC-Kochsendung Fanny Cradock Cooks for Christmas verwendet.

## Veröffentlichung
In Dulci Jubilo / On Horseback erschien am 14. November 1975 als Doppel-A-Seiten-Single.

## Musikvideo
Zu In Dulci Jubilo wurde unter der Regie von Bruce Gowers ein Musikvideo gedreht. Es zeigt einen Split-Screen aus neun Miniaturbildern, die jeweils Oldfield oder Les Penning beim Spielen eines anderen Instruments zeigen.

## Kommerzieller Erfolg
In Dulci Jubilo / On Horseback erreichte Platz 3 in den Niederlanden, Platz 4 in Großbritannien und Platz 7 in Irland. Allein in Großbritannien verkaufte die Single mehr als 200.000 Exemplare und wurde von der British Phonographic Industry mit Silber ausgezeichnet.
| ChartsChartplatzierungen     | Höchstplatzierung | Wochen |
| ---------------------------- | ----------------- | ------ |
| Vereinigtes Königreich (OCC) | 4 (10 Wo.)        | 10     |